# Mesamia separata
Mesamia separata är en insektsart som beskrevs av Delong och Hershberger 1947. Mesamia separata ingår i släktet Mesamia och familjen dvärgstritar. Utöver nominatformen finns också underarten M. s. quadripuncta.